# Zoofilia (botánica)

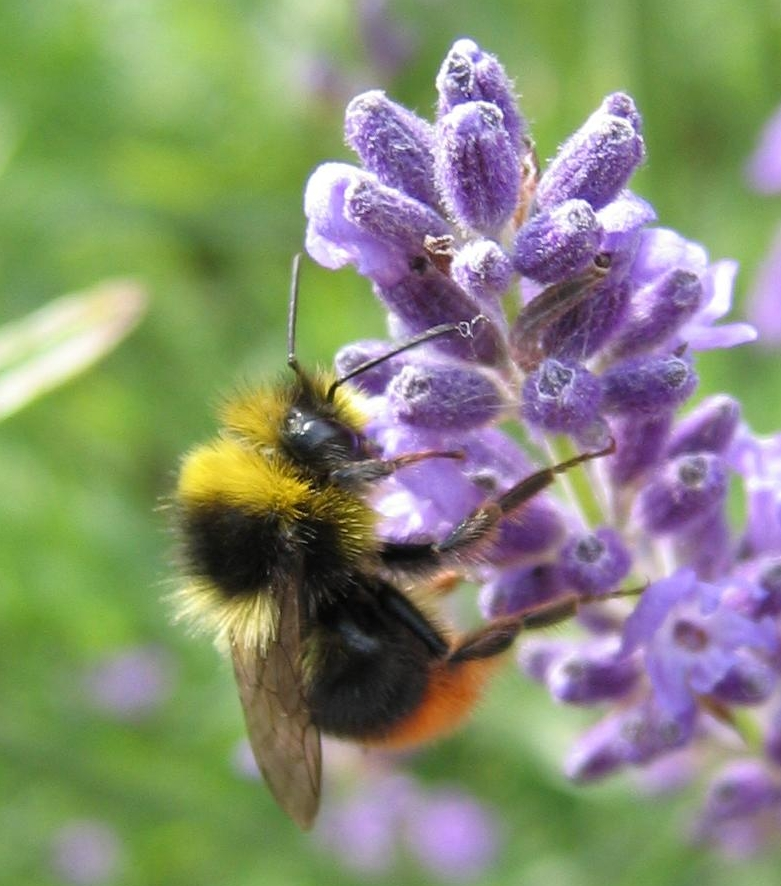
Bombus pratorum alimentándose en una inflorescencia de tipo espiga.

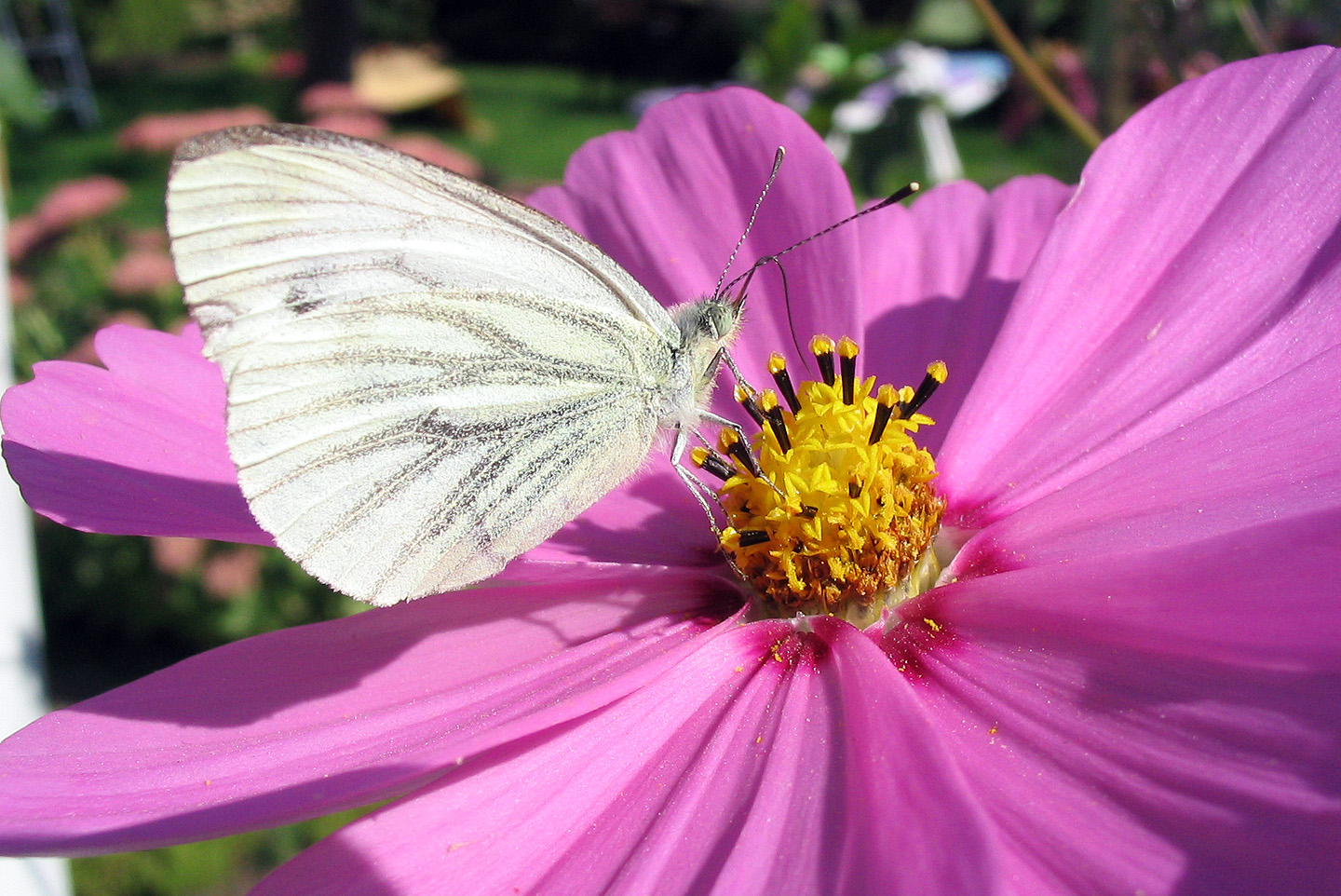
Mariposa Pieris napi, ejemplo de psicofilia.

En Botánica se llama zoofilia a la adaptación de las plantas fanerógamas que aseguran su polinización con ayuda de animales. En este contexto se llama vectores a los animales que realizan el transporte del polen.
Las plantas zoófilas presentan flores o caracteres adaptativos con rasgos particulares, como pueden ser rasgos ópticos u olfativos llamativos para los animales polinizadores, con los cuales guardan a veces una relación muy específica. Suelen poseer dispositivos de reclamo para atraer a sus polinizadores (colores vistosos, aromas, etc.), alimento que ofrecerles (néctar o polen), y a veces sistemas mecánicos para asegurar el contacto suficiente con las anteras y el estigma. Algunas veces la flor atrae o retiene a los animales mediante engaño, sin beneficio para ellos. Entre las plantas zoófilas abundan las polinizadas por insectos (entomófilas) y por aves (ornitófilas).

## Tipos
Dependiendo del taxón al que pertenezcan los vectores se distinguen casos especiales:
- Entomofilia. Cuando los vectores son insectos. Es el caso más común, lo que hace a veces que el término se confunda con zoofilia.
  - Polinización por himenópteros. Más comúnmente llamada melitofilia, es decir polinización por abejas. Las flores melitófilas suelen ser actinomorfas (de simetría radial), con "señales de miel" en la uña del pétalo, amarillas o azules, que son los colores que las abejas pueden ver bien, con abundante néctar. Otras, en cambio, son zigomorfas (simetría bilateral) como las legumbres (Fabaceae) y las mentas (Lamiaceae). A veces agrupadas en racimos que se prestan bien al trabajo metódico de las abejas.
  - En otros tipos de polinización por himenópteros algunas orquídeas mimetizan a una hembra abejorro o avispa en aspecto y olor y son polinizadas cuando consiguen engañar a un macho de la respectiva especie y este trata de aparearse con ellas. Este es uno de los casos de polinización en el que el vector no obtiene ningún beneficio a cambio de su acción.
  - Miofilia y sapromiofilia. Flores que emiten olores a podrido o fecales y atraen a moscas de la carne u otras similares buscando depositar sus huevos. Es también un caso de engaño.
  - Polinización por lepidópteros (mariposas y polillas).
    - Psicofilia. Los vectores son ropalóceros (mariposas diurnas); las flores son pequeñas y agrupadas en umbelas o corimbos, o bien son grandes y con un largo tubo a cuyo fondo sólo las mariposas, con su espiritrompa, pueden acceder.
    - Falenofilia. La polinización por mariposas nocturnas. Flores frecuentemente de color crema o amarillo pálido intensamente olorosas, que se abren por la noche, como jazmines, madreselvas y dondiegos.

  - Coleopterofilia o cantarofilia. Los vectores son coleópteros y las plantas producen flores actinoformas (de simetría radial) con polen abundante y pétalos de color normalmente blanco, crema, amarillo o rojo. Se trata del tipo de zoofilia más antiguo y puede encontrarse fuera de las angiospermas, ya que aparece también en algunas gimnospermas del grupo de las cicadales que son polinizadas por pequeños gorgojos. Las magnolias y amapolas son ejemplos de polinización por escarabajos.
- Ornitofilia. Polinización por aves, como los colibríes o los nectarínidos. Flores rojas, el color más atractivo para las aves, y de tubo estrecho son típicamente ornitófilas. En el Viejo Mundo las Proteáceas son frecuentemente ornitófilas.
- Quiropterofilia. Los megaquirópteros, a menudo llamados zorros voladores, son casi siempre fitófagos que consumen fruta o polen, que suele presentarse en flores grandes de numerosos estambres con aire de cepillo. En el Nuevo Mundo son frecuentes las cactáceas polinizadas por murciélagos o microquirópteros. En ambos casos, las flores se caracterizan por su gran producción de néctar y polen y su robustez, necesaria para soportar el peso del murciélago mientras se alimenta.

Existen ejemplos menos frecuentes de coadaptación con animales de otros grupos, como la relación entre los lémures variegados y Ravenala madagascariensis, el "árbol del viajero". El hombre también se puede considerar un vector en las ocasiones en las que poliniza las flores de sus cultivos, allí donde no existen sus vectores naturales. Este es el caso de la vainilla, planta autóctona de América pero muy cultivada hoy en día en el Sureste Asiático.

## Crítica
Es importante mencionar que, en muchos casos, quizás en la mayoría de ellos, las flores son visitadas por una gran variedad de insectos o de insectos y aves, etc. o son polinizadas por el viento y por animales.  Son casos de síndromes florales mixtos () que no calzan dentro de un tipo u otro. Se requiere una revaluación de los tipos de polinizadores y es preferible clasificarlos funcionalmente y no taxonómicamente. Muchos polinizadores de diversos grupos taxonómicos pueden realizar una función similar y por lo tanto ejercer presiones selectivas similares en el tipo de flor.
También hay que tener en cuenta cuan eficiente es cada polinizador, porque no basta con que sea un visitante frecuente si no es capaz de acarrear polen.

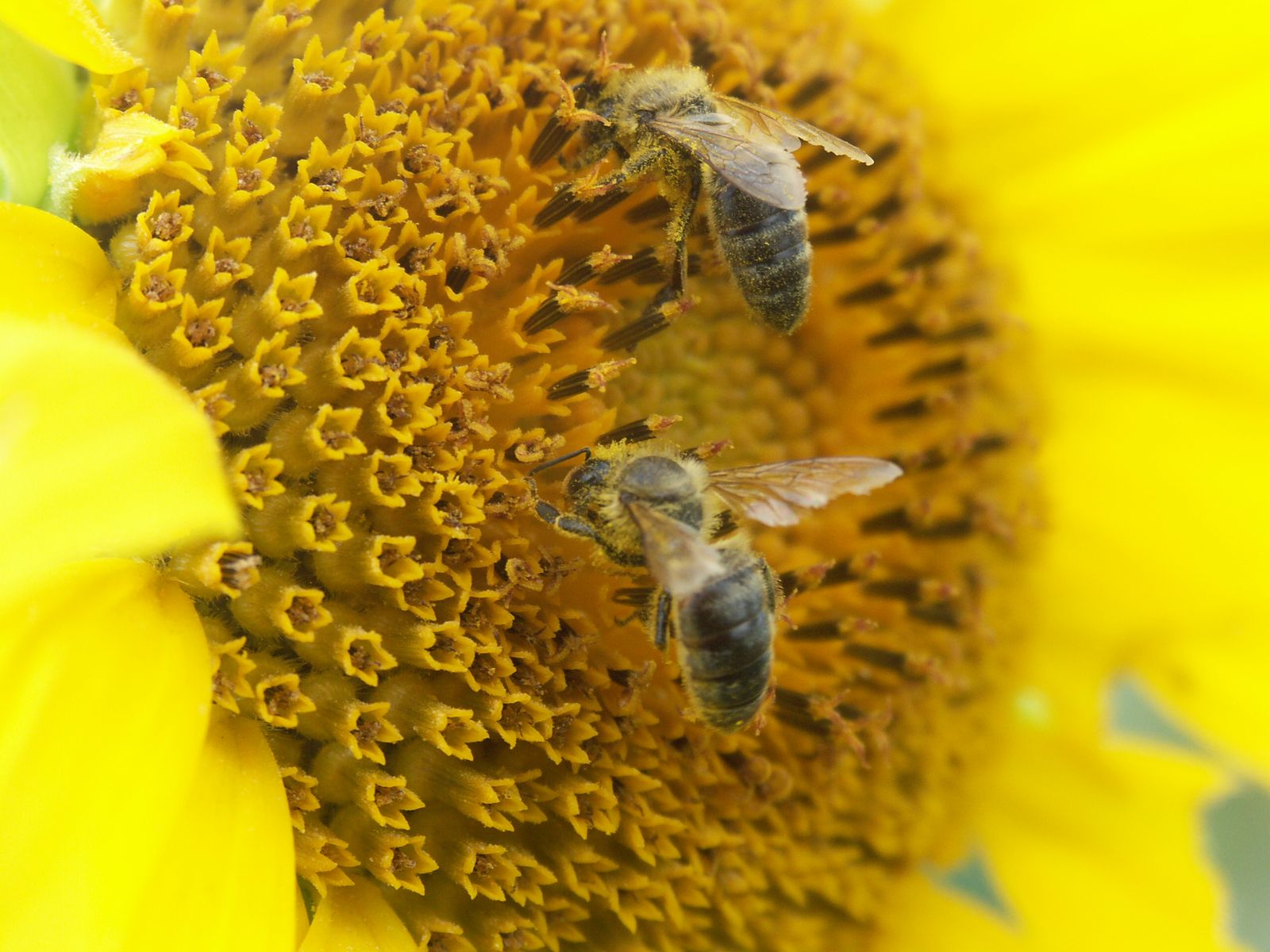
Abejas (Melitofilia)
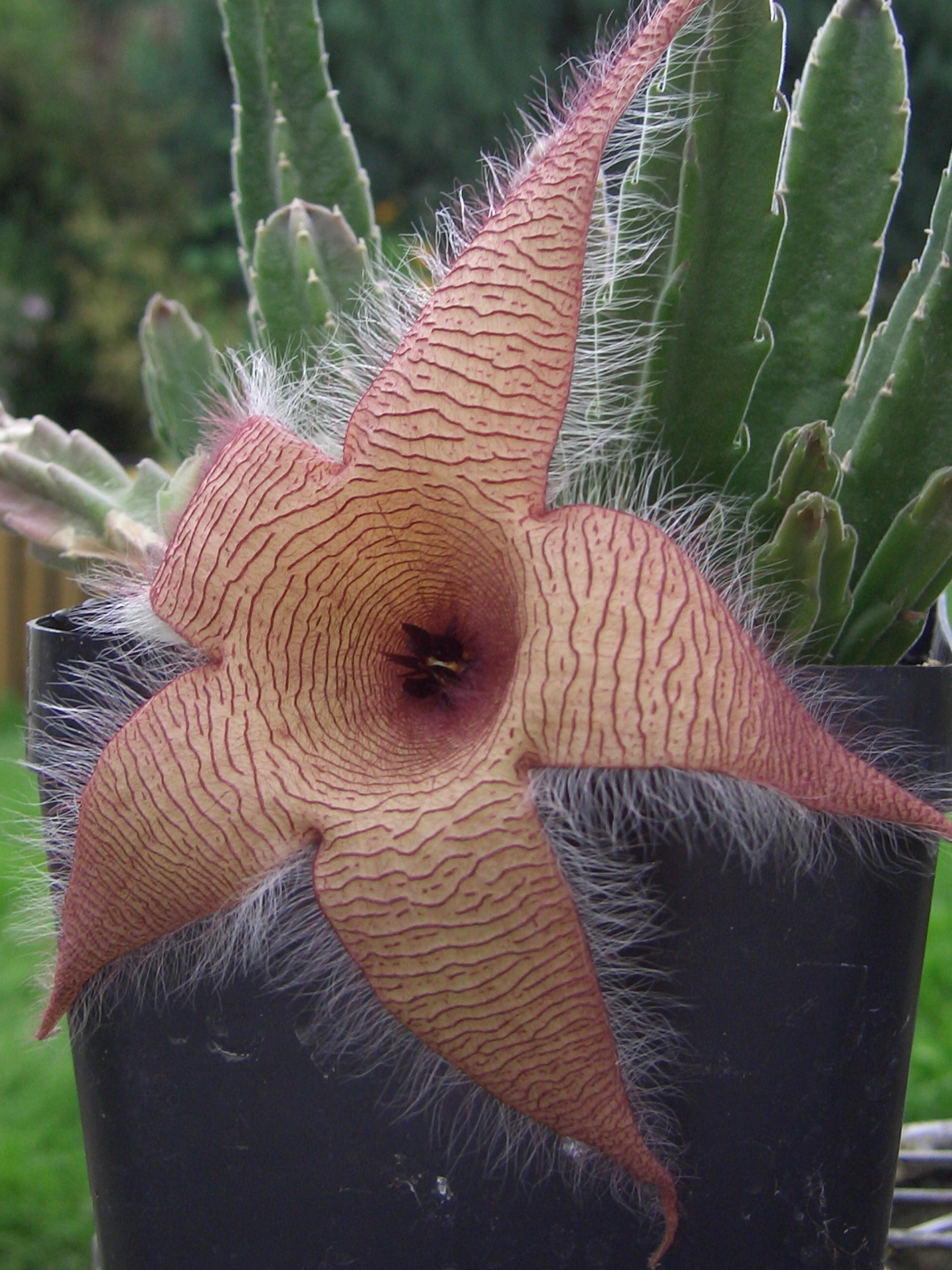
Stapelia gigantea (Sapromioflia)
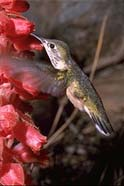
Colibrí de la especie Stellula caliope (Ornitofilia)
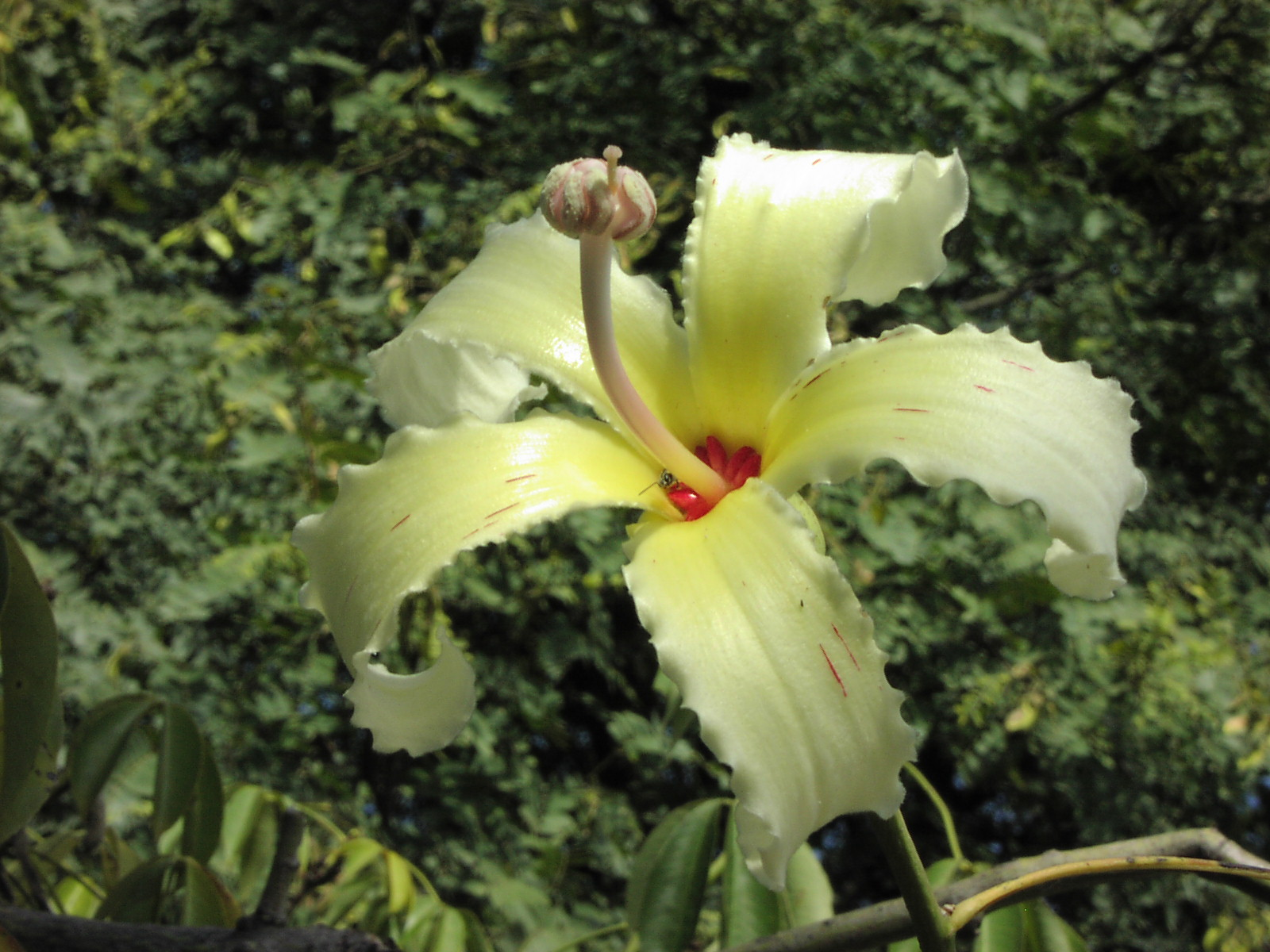
Palo borracho, Chorisia insignis (Quiropterofilia)